# گروه فرویدنبرگ
گروه فرویدنبرگ (انگلیسی: Freudenberg Group) شرکت خوشه‌ای آلمانی است، که در سال ۱۸۴۹ تأسیس شد.